# Cynortula granulata
Cynortula granulata is een hooiwagen uit de familie Cosmetidae.